# Migrantendeutsch
Migrantendeutsch (auch: Immigrantendeutsch, Ethnolekt von nach deutschsprachigen Ländern / Gebieten immigrierten Personen) umschreibt als Sammelbegriff sprachliche Varianten, die sich als Mischformen aus der Zielsprache (Deutsch) und der Muttersprache zugereister Migrationsgruppen speisen. Gebraucht wird der Begriff häufig, wenn der Lernprozess ungesteuert verläuft. Er beschreibt dann einen frühen Status der individuellen Sprachbeherrschung des Deutschen. Alternativ steht Migrantendeutsch für die Sprache von Menschen mit Migrationshintergrund, deren Vorfahren schon in Deutschland lebten oder hier bilingual aufgewachsen sind. Charakteristisch ist in beiden Fällen eine varianteninterne Regelmäßigkeit der gemischten Sprachformen, die sich sowohl auf phonetische als auch grammatische und lexikalische Aspekte beziehen kann. Damit einher geht häufig die Fähigkeit zum Code-Switching – dem situationsadäquaten und oft fließenden Wechsel zwischen Migrantendeutsch und Standardsprache. Linguisten vergleichen verschiedene Ausformungen des Migrantendeutschs daher mitunter mit konventionellen Dialekten und Soziolekten.

## Einordnung
Kennzeichnend für Migrantendeutsch ist eine Kombination aus Muttersprache und deutscher Standardsprache mit vereinfachten grammatikalischen Satzstrukturen, wobei auch muttersprachliche Wörter/Satzfragmente in ansonsten deutschen Äußerungen verwendet werden können. Ein prominenteres Beispiel auf phonetischer Ebene ist der veränderte Artikulationsort des ich-Lauts, bei dem aus [ç] ein [ʃ] wird (ich vs. isch). Dieses Phänomen tritt primär dann auf, wenn Mutter- oder eine der Erstsprachen Türkisch oder Arabisch ist. Die Linguistik spricht hierbei von einer Koronalisierung, die auch in deutschen Dialekten zu beobachten ist.
In der Sprachwahrnehmung wird Migrantendeutsch oftmals als Restringierter Code bzw. „falsches Deutsch“ wahrgenommen und als doppelte Halbsprachigkeit abqualifiziert. Mit dem Begriff werden zweisprachig aufwachsende Kinder diskriminiert, die im Verlauf ihres Erstspracherwerbs angeblich weder Mutter- noch Fremdsprache korrekt beherrschen. Die jeweilige Ausprägung sei „von zahlreichen biographischen bzw. soziokulturellen Faktoren abhängig: Kontaktintensität mit Deutschsprachigen, Arbeitssituation, Wohnverhältnisse, Einreisealter, Bildungsstand, Motivation, soziale Integration sowie bildungspolitische und pädagogische Maßnahmen von staatlicher Seite.“
Heike Wiese wendet ein, dass die Wahrnehmung von Migrantendeutsch häufig mit von außersprachlichen Faktoren geformten Voreinstellungen der jeweiligen Muttersprache zusammenhängt.

„Türkisch-Kenntnisse werden nicht als Bildungswert, sondern als regelrechtes Handicap gesehen […]: Mehrsprachige Kinder sprechen nach dieser Auffassung plötzlich gar keine Sprache mehr  richtig , sondern beide nur noch halb. […] Mit Englisch passiert einem das nicht. Meine Töchter haben auch schon grammatische Regeln der einen Sprache auf den Bereich der anderen übertragen und zum Beispiel so etwas gesagt wie Warte für mich […] oder auch I want that haven […].“

Entscheidender sei die Frage, ob daraus entstehende Varianten über innerstrukturelle Regelmäßigkeiten verfügen und in welchen Situationen (bewusst) die Variante dem Standard vorgezogen wird. Am Beispiel des Kiezdeutschen – einer Ausformung des Migrantendeutschs, das primär von Türken in Berlin, aber auch von Jugendlichen anderer Herkunft geprägt wird – arbeitet Wiese spezifische Strukturmerkmale auf allen Sprachebenen heraus. Sie vergleicht Kiezdeutsch daher stärker mit der Entwicklung eines Dialekts im Anfangsstadium und hebt damit diatopische (regionale) Differenzierungen im Kontrast zu diastratischen (die soziale Schicht betreffend) in den Vordergrund.
Soziolinguistisch betrachtet kann Migrantendeutsch als habitueller Soziolekt verstanden werden. Der sozial stratifizierte Code fungiert sodann als abgrenzendes Distinktionsmerkmal einer bestimmten Gruppe. Andere habituelle Soziolekte umfassen geschlechtsspezifische Sprechweisen, aber auch Sondersprachen wie Rotwelsch und Manisch. Entscheidend sind Perspektive und der soziale Kontext. So lässt sich das von Arbeitsmigranten der ersten Generation gesprochene sog. Gastarbeiterdeutsch der 1950er bis 1970er Jahre eher als Übergangssprache definieren, während bspw. türkischstämmige Personen der zweiten und dritten Generation eher Migrantendeutsch sprechen. Charakterisierend ist, dass es sich nicht mehr oder nur eingeschränkt um Interferenzfehler handelt, da der Code erstens Regelmäßigkeiten aufweist und zweitens jederzeit und situationsangemessen gewechselt werden kann. In diesen Fällen spricht die Varietätenlinguistik auch von diaphasisher Variation.

## Verschiedene Varianten des gegenwärtigen Migrantendeutschs
Das Migrantendeutsche gibt es nicht. Da es sich bei den so bezeichneten Varianten um sprachliche Mischformen aus Ziel- und Muttersprache handelt, ist es die beteiligte Muttersprache, die interne Charakteristika markiert. Migrantendeutsche Unterteilungen fokussieren somit jene Ausgangssprachen, die von besonders vielen Migranten in Deutschland gesprochen werden. Uwe Hinrichs schlägt auf dieser Grundlage eine viergliedrige Unterteilung in Türkisch-Deutsch, Russisch-Deutsch, Jugoslawisch-Deutsch und Kiezdeutsch vor. Er weist zugleich darauf hin, dass mit dem Terminus Migrantendeutsch zugleich auch das Gastarbeiterdeutsch der 50er bis 70er Jahre gemeint sein kann; es liefert die Basis späterer migrantendeutscher Varianten, ist aber gleichzeitig dadurch gekennzeichnet, dass es häufig ungesteuert erworben wurde, da eine fremdsprachliche Schulung weder im Heimatland noch in der Bundesrepublik angestrengt wurde. Durch die soziokulturelle Rahmung – ein dauerhafter Verbleib in Deutschland war zunächst nicht vorgesehen, am Arbeitsplatz musste trotzdem Deutsch gesprochen werden, innerhalb des Wohnumfelds wurde weiterhin primär die Muttersprache gepflegt – lässt sich Gastarbeiterdeutsch auch als pidginähnliche Sprache definieren. 1968 prägte Michael Clyne dafür den Begriff „Pidgin-Deutsch“, der Begriff wurde jedoch als irreführend bezeichnet. Auch der Akzent von Migranten wird teilweise als Migrantendeutsch bezeichnet. Die Definition ist problematisch, da nur eine Ebene von Sprache – die Phonetik – involviert ist. Zugleich sind Akzente natürlicher Bestandteil fremdsprachlicher Bemühungen und nicht merkmalstiftend für das Migrantendeutsche allein.
Auf dieser Grundlage unterscheidet Hinrich vier Kernvarianten.

### Türkisch-Deutsch
Im Laufe der Jahrzehnte bildeten sich innerhalb der türkischstämmigen Migranten in Deutschland natürlicherweise verschiedene soziale Gruppen heraus, deren alltagssprachliche Varietät zwar auf dem Gastarbeiterdeutsch der ersten Generation basieren mag, darüber hinaus jedoch mehrdimensional ist. Vor allem das Milieu differiert stark und führt zu weiteren Subvarianten, die von der Sprachwissenschaft beschrieben wurden. Ein Beispiel sind die sogenannten Unmündigen, deren Kommunikation primär auf Deutsch stattfindet und ihrer Identität entspricht. Code-Switching findet laut Hinrich dann statt, wenn die Sprachrichtung wechselt: „Solche Schritte sind z. B. der Wechsel von Scherz zu Bitte [oder] von Argument zu Gegenargument.“ Grundlage dieser Variante des türkisch-deutschen Migrantendeutschs ist ein kulturelles Milieu, das sich reflektiert und spitzzüngig mit der Migrationssituation in Deutschland auseinandersetzt. Feridun Zaimoglu und der von ihm mitgeprägte Begriff Kanak Sprak dürfen dieser Gruppe zugerechnet werden. Sie lässt sich durch wechselseitige Adaptionsprozesse charakterisieren, beispielsweise durch grammatische Übernahmen aus dem Türkischen ins Deutsche und andersherum.

### Russisch-Deutsch
Obgleich die Zahl russischsprachiger Immigranten im Mindesten bereits an jene türkischer heranreicht, sind linguistische Untersuchungen seltener, da es sich um eine im Vergleich jüngere Entwicklung handelt. Charakteristisch ist fließendes lexikalisches Code-Switching, wie Hinrich darlegt:

„Das Russisch-Deutsch erzeugt zunächst massenhaftes Wort-Switching, um neue Sachverhalte und neue Situationen zu bezeichnen (vzjat‘ kogo fest na rabotu <jemanden unbefristet übernehmen>), neue ‚deutsche‘ Situationen zu erfassen, unpassende russische Ausdrücke wie otpusk zu umgehen (Urlaub) […] und schließlich eine ‚Geheimsprache‘ für private Kommunikationszwecke zu kreieren[.]“

### Jugoslawisch-Deutsch
Auch das Jugoslawisch-Deutsche ist in einer frühen Ausprägung (die Sprache von Migranten der ersten Generation) durch Interferenzfehler geprägt, die sich auf allen sprachlichen Ebenen manifestieren und daher Erscheinungsformen von Pidgin- oder Kreolsprachen aufweisen. Zu den Besonderheiten von Subvariantensprechern späterer Generationen zählt das sog. Tag-Switching. Hierbei wird nicht nur auf lexikalischer Ebene die Sprache gewechselt; viel eher verändert sich die gesamte Satzstruktur:

„Kinder … aso … voll krass, i ništa, mi smo otišli to pogledat, in diesem Kasten - <Kinder … aso … voll krass, und nix, wir sind losgegangen um das zu sehen, in diesem Kasten…>“

Verschmelzungen auf grammatischer Ebene sind ähnlich wie beim Russischen auf den flektierenden Aufbau der slawischen Sprachen (z. B. Serbisch, Kroatisch und Bosnisch) zurückzuführen.

### Kiezdeutsch
Kiezdeutsch als sozio- oder varietätenlinguistischer Terminus fand durch eine Erhebung der Linguistin Heike Wiese verstärkt Verbreitung, die einen in Berlin-Neukölln entstandenen Multiethnolekt entsprechend bezeichnete. Ihre im Buch Kiezdeutsch: Ein neuer Dialekt entsteht gezogenen Schlussfolgerungen wurden mitunter (auch von sprachwissenschaftlicher Seite) kritisiert. Allen voran ihr Postulat, das Spiel mit dem Regelinventar des Deutschen als Variantenreichtum zu werten und ihr Aufruf, Normtoleranz walten zu lassen wie bei anderen Varietäten (Dialekten) des Deutschen, wurde debattiert. Methodisch bietet Wieses Analyse, die sich aus Gesprächsmitschnitten speist, jedoch einen tieferen Blick ins Sprachsystem des Kiezdeutschen, weshalb diese Variante des Migrantendeutschs als gut erforscht gilt.

#### Verzicht auf Artikel und Präposition bei Ortsangaben
Beispiel: Heute muss isch wieder Solarium gehen.
Der bestimmte Artikel das sowie die Präposition in werden ausgespart. Syntaktisch kann es sich dabei um eine Übernahme aus dem Türkischen handeln. Wiese hält dagegen, dass solche Satzformen gerade nicht dem agglutierenden Sprachbau des Türkischen entspräche, da dort präpositionale Informationen als Postpositionen am Ende der Ortsangabe erscheinen: okul-da – in der Schule. Schule-in oder Schule-da wären eine direktere Adaption, sind aber nicht gebräuchlich.

#### Funktionsneubestimmung vonso
Auch im Standard übernimmt so verschiedene Aufgaben, fungiert z. B. als Graduierungspartikel (So weit!) oder Konjunktion (Es schmeckt so gut wie selten zuvor.). Im Kiezdeutschen tritt eine weitere Funktion hinzu:
Beispiel: „Er ist Engländer und feiert mit uns. Er hat so Türkeitrikot und Türkeifahne um sich.“
Das Wort wird zum so genannten Fokusmarker und steht vor jenem Teil des Satzes, der im Sprechakt als besonders wichtig eingestuft wird. Ähnliche Verwendungsweisen von so finden sich auch in nicht-kiezdeutschen Kontexten, obgleich seine frequenzielle Verbreitung in dieser Variante des Migrantendeutschs gehäuft auftritt.

#### lassma– aus Klitisierungen werden Aufforderungswörter/Partikel
Als Klitisierungen – Verschmelzungen zweier Wörter zu einem wie hast und du zu haste – treten Formen wie lassma und musstdu auch in anderen Bereichen des deutschen Varietätenspektrums auf. Im Kiezdeutschen markieren sie Aufforderungssätze oder Vorschläge und fungieren als Partikel.
Beispiel: „Musstu mal Pärschen-Date mit Sascha machen.“
Ein weiteres prominentes Beispiel dieser Kategorie ist ischwör. Verwendung findet es, wenn der Wahrheitsgehalt einer Aussage besonders betont werden soll. Es referiert zwar auf ich schwör(e), ist nun aber nicht mehr flektierbar und fungiert daher ebenfalls verstärkt als Partikel. Die semantische Ausgangsbedeutung verblasst.

## Kritik
Sprachpfleger stehen dem Konzept des Migrantendeutschs kritisch gegenüber. Problematisiert wird sein Einfluss auf das Sprachsystem des deutschen Standards einerseits wie kodifizierende Bemühungen andererseits, die erstgenannten Einfluss institutionell unterstützen. Die Webpräsenz Kiezdeutsch.de, auf der entsprechende Unterrichtsmaterialien angeboten werden, ist hierfür beispielgebend.
Ein weiteres Problem besteht auf terminologischer Ebene. Als Oberbegriff für eine Reihe von Subvarianten, aber auch anderen als Migrantendeutsch bezeichneten Sprachebenen oder Fortschrittsstadien des Fremd- und Zweitsprachenerwerbs von Migranten, kommt es zwangsläufig zu begrifflichen Überschneidungen. Dies betrifft vor allem den Terminus Ethnolekt, der in diesem Sinne als Oberbegriff für die sprachlichen Besonderheiten von Migranten gelten müsste, während Migrantendeutsch zusätzlich die soziokulturellen und -ökonomischen Verhältnisse einzelner Migrantengruppen in Deutschland mit umschreibt.